# Lithobius spinipes
Lithobius spinipes är en mångfotingart som beskrevs av Thomas Say 1821. Lithobius spinipes ingår i släktet Lithobius och familjen stenkrypare. Inga underarter finns listade i Catalogue of Life.